# Cantón de Ferney-Voltaire
El cantón de Ferney-Voltaire (en francés canton de Ferney-Voltaire) era una división administrativa francesa del departamento de Ain, en la región de Ródano-Alpes.

## Composición
El cantón incluía ocho comunas:
- Ferney-Voltaire
- Ornex
- Prévessin-Moëns
- Saint-Genis-Pouilly
- Sauverny
- Sergy
- Thoiry
- Versonnex

## Supresión del cantón
En aplicación del decreto n.º 2014-147 de 13 de febrero de 2014, el cantón de Ferney-Voltaire fue suprimido el 1 de abril de 2015 y sus 8 comunas pasaron a formar parte; cuatro del nuevo cantón de Saint-Genis-Pouilly, dos del nuevo cantón de Gex y dos del nuevo cantón de Thoiry.